# Oligosita polioptera
Oligosita polioptera är en stekelart som beskrevs av Lin 1994. Oligosita polioptera ingår i släktet Oligosita och familjen hårstrimsteklar. Inga underarter finns listade i Catalogue of Life.